# Philodoria
Philodoria is een geslacht van vlinders uit de familie mineermotten (Gracillariidae).
Het geslacht omvat volgende soorten:
- Philodoria auromagnifica Walsingham, 1907
- Philodoria basalis Walsingham, 1907
- Philodoria costalis Swezey, 1934
- Philodoria dubauticola (Swezey, 1940)
- Philodoria dubautiella (Swezey, 1913)
- Philodoria epibathra (Walsingham, 1907)
- Philodoria floscula Walsingham, 1907
- Philodoria hauicola (Swezey, 1910)
- Philodoria hibiscella (Swezey, 1913)
- Philodoria lipochaetaella (Swezey, 1940)
- Philodoria lysimachiella Swezey, 1928
- Philodoria marginestrigata (Walsingham, 1907)
- Philodoria micropetala Walsingham, 1907
- Philodoria molokaiensis Swezey, 1928
- Philodoria naenaeiella (Swezey, 1940)
- Philodoria neraudicola (Swezey, 1920)
- Philodoria nigrella Walsingham, 1907
- Philodoria nigrelloides (Swezey, 1946)
- Philodoria pipturiana Swezey, 1923
- Philodoria pipturicola Swezey, 1915
- Philodoria pipturiella Swezey, 1923
- Philodoria pittosporella (Swezey, 1928)
- Philodoria sciallactis (Meyrick, 1928)
- Philodoria spilota (Walsingham, 1907)
- Philodoria splendida Walsingham, 1907
- Philodoria succedanea Walsingham, 1907
- Philodoria touchardiella (Swezey, 1928)
- Philodoria ureraella (Swezey, 1915)
- Philodoria urerana (Swezey, 1915)
- Philodoria wilkesiella Swezey, 1940